# Kuwaits premierministre
Kuwaits premierminister er leder af regeringen i Kuwait og den tredje mest magtfulde embedsmand i landet, efter emiren af Kuwait og formanden for nationalforsamlingen.

## Kuwaits premierministre (1962–nu)[1]
| #   | Navn (født-død)                                | Billede | Fra               | Til               |
| --- | ---------------------------------------------- | ------- | ----------------- | ----------------- |
| 1   | Abdullah Al-Salim Al-Sabah (1895–1965)         |         | 17. januar 1962   | 26. januar 1963   |
| 2   | Sabah III Al-Salim Al-Sabah (1913–1977)        |         | 2. februar 1963   | 27. november 1965 |
| 3   | Jaber al-Ahmad al-Jaber al-Sabah (1926–2006)   |         | 27. november 1965 | 8. februar 1978   |
| 4   | Saad Al-Abdullah Al-Salim Al-Sabah (1930–2008) |         | 8. februar 1978   | 13. juli 2003**   |
| 5   | Sabah Al-Ahmad Al-Jaber Al-Sabah (1929–2020)   |         | 13. juli 2003     | 30. januar 2006   |
| 6   | Nasser Mohammed Al-Ahmed Al-Sabah (1940 – )    |         | 7. februar 2006   | 28. november 2011 |
| 7   | Jaber Mubarak Al-Hamad Al-Sabah (1942 – )      |         | 30. november 2011 | 19. november 2019 |
| 8   | Sabah Al Khalid Al Sabah (1953 – )             |         | 19. november 2019 | 19. juli 2022     |
| 9   | Mohammad Sabah Al-Salem Al-Sabah (1955 – )     |         | 19. juli 2022     | 24. juli 2022     |
| 10  | Ahmad Nawaf Al-Ahmad Al-Sabah (1956 – )        |         | 24. juli 2022     | 4. januar 2024    |
| (9) | Mohammad Sabah Al-Salem Al-Sabah (1955 – )     |         | 4. januar 2024    | 15. april 2024    |
| 11  | Ahmad Al-Abdullah Al-Sabah (1952 – )           |         | 15.april 2024     | nu                |